# آكل العسل الأسود
آكل العسل الأسود (الاسم العلمي: Sugomel niger) هو نوع من الطيور من فصيلة آكلات العسل. وهو ثنائي الشكل الجنسي، حيث يكون الذكر أبيض وأسود بينما تكون الأنثى مرقطة باللون الرمادي والبني؛ والطيور غير الناضجة تشبه الأنثى. هذا النوع مستوطن في أستراليا، وينتشر على نطاق واسع عبر المناطق القاحلة في القارة، من خلال الغابات المفتوحة والشجيرات، وخاصة في المناطق التي تتواجد فيها شجيرة إريموفيلا والأنواع ذات الصلة.